# Latino moderne
O latino moderne é uma língua construída por David Stark em 1996. Ele se baseou na Interlíngua de IALA, pegando emprestado o vocabulário com pouco modificação, mas estendendo muito a gramática, incorporando mecanismos como a declinação dos verbos segundo a pessoa, o gênero gramatical (masculino e feminino) e a concordância em número e gênero entre substantivos e adjetivos. Assim, o Latino Moderne de Stark é essencialmente a Interlingua de IALA com uma gramática mais intricada.
A mesma denominação designa, na Europa, um outro dialeto de Interlíngua, simplificado, aspirando a um entendimento imediato, sem estudo anterior, para o bilião de locutores dos diversos idiomas neolatinos. Nenhuma comunidade de falantes ativos do latino moderne de David Stark é atualmente conhecida. Quanto ao outro, satisfaz-se ser compreendido e não deseja que muita gente o aprenda (somente seus usuários profissionais).

## Espécime
Patre nostre, qui es in le celos,
sanctificate sia ti nomine!
Que veni ti regno!
Sia tu volo facite, como in le celo, assi sur la terra!
Nostre pan necessari da nobis hodie,
E pardona nobis le debitas nostres, como anque pardonamus le debitores nostres.
E ne induce nes inar le tentation, ma libera nes ab le maligno,
Proque le regno e le potentia e le gloria son ties por tote le epochas. Amen.
E no segundo Latino moderne:
Nostre Patre qui es in le cielos,
Que tu nome sia sanctificate!
Que tu reino veni!
Que tu voluntat sia facte sure terra como in cielo!
Dona nois este jorno nostre pan quotidian,
E perdona nois nostre ofensas como nos perdona a nostre ofensores.
E non induce nois in tentation, ma libera nois del mal,
Porque son de te le reino, le pocentia e le gloria pro le sieclos de sieclos. Amen.